# Sarah Buchner
Sarah Buchner (* 1996) ist eine deutsche Jazz- und Improvisationsmusikerin (Gesang, auch Flöten, Komposition). Sie lebt und arbeitet derzeit in Kopenhagen.

## Wirken
Buchner wuchs in Kempten auf. Nach einem Jungstudium an der Hochschule für Musik Nürnberg studierte sie Jazzgesang an der Hochschule für Musik Würzburg (HfM Würzburg). Während ihres Studiums war sie Lead-Sängerin im Landesjugendjazzorchester Bayern.
Buchner sang zunächst im Quartett Axis, das sie mit dem Saxophonisten Sebastian Wagner, dem Keyboarder Max Arsava und dem Schlagzeuger Jonas Sorgenfrei bildete. 2020 gründete sie ihr Trio Prinzessin Ping Pong mit Max Koch (Gitarre) und Conrad Noll (Bass). 2022 veröffentlichte sie ihre Solo-EP Temporary Exile. Im elektroakustischen Trio Werken entstand gemeinsam mit Klarinettist Sebastian Langer und Pianist Max Arsava die CD Kollektive Verkabelung, die 2023 bei Creative Sources erschien. Mit Marte Røyeng trat sie 2023 in der Gruppe Sono Figures Society beim Copenhagen Jazz Festival auf.
An der HfM Würzburg gewann sie 2018 mit dem Quartett Axis den Jazzwettbewerb.